# Tower Peak (Sierra Nevada)
Tower Peak je hora v centrální části pohoří Sierra Nevada, v Mono County a Tuolumne County, na východě Kalifornie. Tower Peak leží na severní hranici Yosemitského národního parku. Dále na sever se nachází chráněné oblasti Emigrant Wilderness a Hoover Wilderness. 20 kilometrů severně od vrcholu hory leží průsmyk Sonora Pass s kalifornskou státní silnicí č. 108, která protíná Sierru Nevadu z východu na západ, respektive na jihozápad. Nejvyššími horami v okolí jsou Matterhorn Peak a níže na jihovýchodě pak Mount Dana. Tower Peak náleží mezi třicet nejvyšších hor Kalifornie s prominencí vyšší než 500 metrů.